# Plastic Bertrand

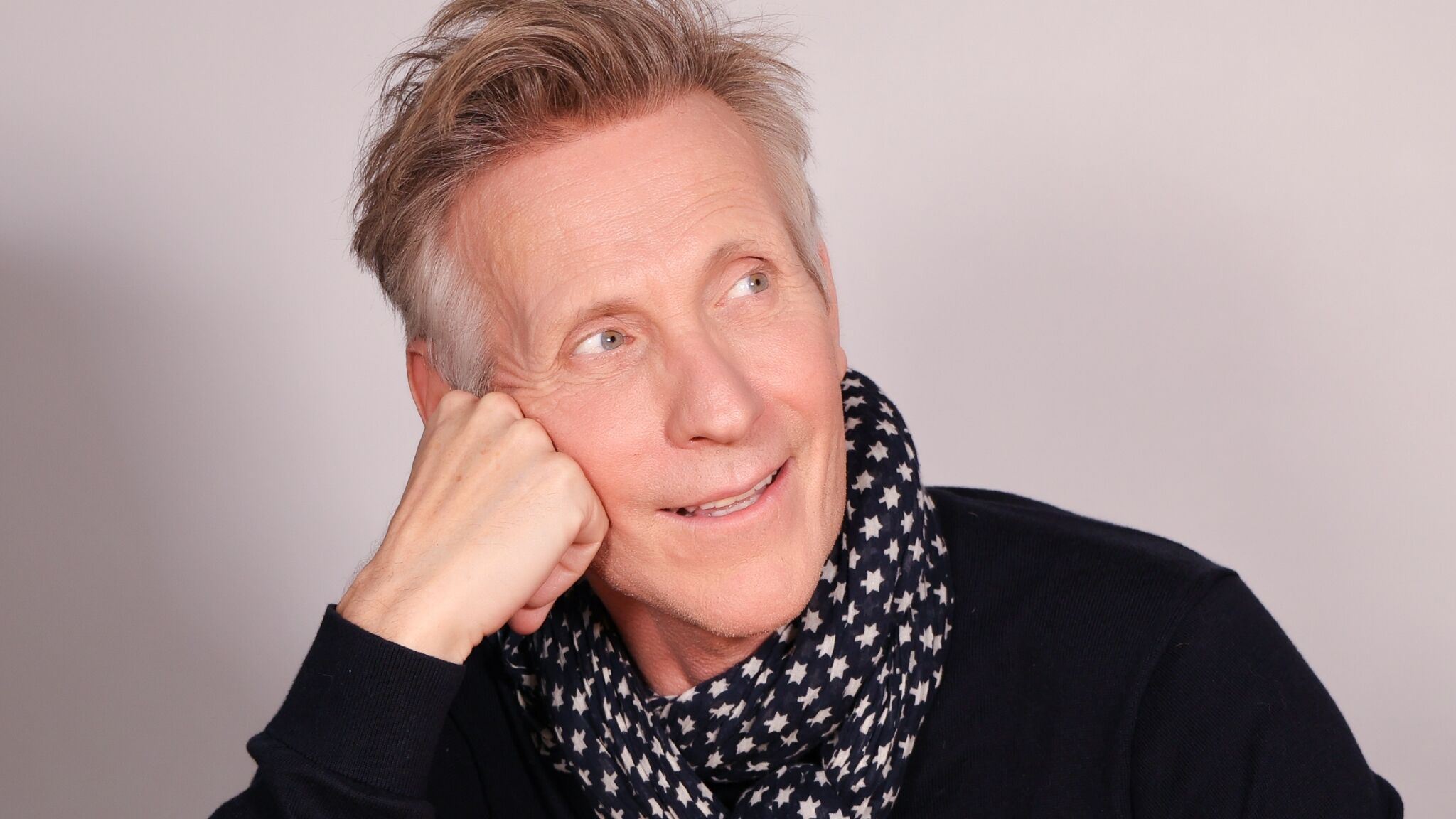
Plastic Bertrand (2021)

Plastic Bertrand (* 24. Februar 1954 als Roger Jouret in Brüssel) ist ein belgischer New-Wave-Musiker.

## Leben
Jouret, Sohn eines französischen Vaters und einer ukrainischen Mutter, startete seine Karriere als Schlagzeuger der belgischen Punkband Hubble Bubble, die zwei Singles und zwei Alben, Hubble Bubble (1974) und Faking (1978), auf Barclay Records veröffentlichte. 1977 gastierte er unter dem Pseudonym „Nobby Goff“ als Schlagzeuger bei der Band Elton Motello und spielte auf der Single Jet Boy, Jet Girl b/w Pogo Pogo.
Als sich Jouret mit dem Produzenten und Songschreiber Lou Deprijck zusammentat, war ein Erfolgsduo geboren. Deprijck verfasste einen neuen französischen Text zu Jet Boy, Jet Girl und nahm mit Jouret, der sich nunmehr Plastic Bertrand nannte, beide Songs der Elton-Motello-Single neu auf.
Der Song Ça Plane Pour Moi ("Läuft gut für mich") von 1977 wurde einer der größten Hits der 1970er Jahre in Europa, Amerika und Asien und gilt heute als New-Wave-Klassiker. Allerdings ist seit mindestens 2006 umstritten, ob Produzent Lou Deprijck oder Plastic Bertrand den Song eingespielt hat. Eine Version in deutscher Sprache brachte Benny Schnier unter dem Titel Bin wieder frei auf den Markt; der nach Thailand ausgewanderte Lou Deprijck sang eine thailändische Version mit dem Titel Mai pen lai. Mit seinem Hit trat Plastic Bertrand 1978 zweimal im Musikladen auf; bei einem weiteren Auftritt sang er die Nachfolgesingle Bambino.
Plastic Bertrand veröffentlichte noch weitere Alben in Europa, in denen er mit den verschiedensten Musikstilen experimentierte, wie zum Beispiel Disco, Bubblegum, Rap und Reggae, vermischt mit seinem typischen Nonsensgesang. 1987 startete er für Luxemburg beim Grand Prix Eurovision, belegte in seiner Heimatstadt mit dem Titel Amour-Amour aber nur den vorletzten Platz. Die folgenden Jahre trat er öffentlich kaum in Erscheinung, doch 2002 meldete er sich mit dem Album Ultraterrestre zurück.

## Coverversionen
Die erste Coverversion von Ça Plane Pour Moi erschien 1979 auf dem ersten Album Looking for St. Tropez der belgischen Synthiepopgruppe Telex. 1992 erschien eine von Sonic Youth eingespielte Coverversion auf der Kompilation Freedom of Choice des Labels City Slang. 1993 coverte Leila K. Ça Plane Pour Moi; 1996 erschien eine Version der Grunge-Band The Presidents of the United States of America. 
Die Welt berichtete, dass die deutsche Gruppe Wir sind Helden das Lied Ça Plane Pour Moi als Vorlage zu ihrem Hit Guten Tag benutzt hätte. Die Gruppe selbst gab jedoch an, dass das Lied nur einen Rock-’n’-Roll-Riff über den Synthesizer zitiert habe.
Auf dem Album Rodeo Radio der Berliner Band The BossHoss erschien Mitte des Jahres 2006 eine Coverversion von Ça Plane Pour Moi; mit dieser Band nahm Plastic Bertrand zusammen das Lied 2007 abermals auf. Im selben Jahr coverte die australische Band Maeder das Lied.
Auch die französische Band Nouvelle Vague coverte den Song auf ihrem 2009 erschienenen Album 3. 2014 veröffentlichte die deutsche Ska-Band The Busters ein Cover auf ihrem Album Supersonic Scratch.
2019 veröffentlichten The Hawaiians (Band) Ça Plane Pour Moi mit einem veränderten Text unter dem Titel She Hates Hawaii auf Partysprenger Records.
Ebenfalls 2019 spielten Metallica eine Coverversion auf ihrem Konzert im Stade Roi Baudouin, die als explizite Hommage an den belgischen Liedautor zu verstehen ist.

## Diskografie

### Alben
- 1978: AN1 (Sire Records)
- 1979: J’te fais un plan (RKM)
- 1980: L’album (Attic Records)
- 1981: Plastiquez vos baffles (Attic Records)
- 1981: Grands Succès / Greatest Hits (Attic Records)
- 1983: Chat va ? …et toi ? (Attic Records)
- 1988: Pix (Attic Records)
- 1994: Suite diagonale (Attic Records)
- 2002: Ultraterrestre (RM Records)
- 2008: Live from Cologne (Single-Version mit The BossHoss) (Universal Records)
- 2008: Dandy Bandit (SABAM)

### Singles
- 1975: New Promotion / You’ll Be the One
- 1977: Ça plane pour moi / Pogo Pogo
- 1978: Bambino / Le petit tortillard
- 1978: Super Cool / Affection
- 1978: Sha La La La Lee / Naif Song
- 1978: Tout petit la planète / C’est le Rock'N'Roll
- 1979: Tout petit la planète / J’te fais un plan / Hit 87
- 1979: Sentimentale-moi / Ouais ouais ouais ouais
- 1979: Le monde est merveilleux / J’te fais un plan
- 1979: Sans amour / Plastic Boy
- 1979: Telephone à telephone mon bijou / Stop ou encore
- 1980: Telephone à telephone mon bijou / Kangourou kangourou
- 1981: Hula Hoop / Amoureux fou de toi
- 1981: Jaques Cousteau / Paradis
- 1981: La Star à pécole / Baby Doll / Cœur d’acier
- 1982: L'amour o.k. (Duo Avec Nathalie) / New York
- 1982: Ding Dong
- 1983: Arrêt d’autobus / Mon nez, mon nez
- 1983: Chat / Fou des fifties
- 1983: Major Tom / Miss Italie
- 1983: Gueule d’amour / Down Town
- 1985: Asterix est là / Le secret du druide (aus dem Film Asterix – Sieg über Cäsar)
- 1986: Je l’jure / La fille du premier rang
- 1986: Let’s Slow Again / Toujours plus haut
- 1987: Amour amour
- 1988: Demente à la menthe
- 1989: Slave to the Beat / Plastiiic Acid Mix
- 1990: Sex Tabou
- 1991: House Machine / Club Control (feat. Plastic Bertrand)
- 1994: Les joueurs de tchik tchik
- 1997: Stop… ou… encore ?
- 2002: Play Boy / Canape
- 2003: Plastcubration / Tous, touchez-vous
- 2008: Ça plane pour moi (The BossHoss feat. Plastic Bertrand)

Die Singles erschienen mehrmals bei verschiedenen Plattenfirmen.